# Ctenus ceylonensis
Ctenus ceylonensis är en spindelart som beskrevs av F. O. Pickard-Cambridge 1897. Ctenus ceylonensis ingår i släktet Ctenus och familjen Ctenidae.
Artens utbredningsområde är Sri Lanka. Inga underarter finns listade i Catalogue of Life.